# Mușchi ciliar
Mușchiul ciliar este un mușchi intrinsec⁠(d) al ochiului care are forma unui mușchi neted⁠(d) inelar și este situat în stratul mijlociu al ochiului denumit uvea⁠(d) (stratul vascular dintre retină și scleră). El controlează reflexul de acomodare pentru vizualizarea obiectelor la distanțe diferite și reglează fluxul de umoare apoasă în canalul Schlemm⁠(d). De asemenea, el modifică forma cristalinului din interiorul ochiului, dar nu și dimensiunea pupilei, care este realizată de mușchiul sfincter al pupilei⁠(d) și de mușchiul dilatator al pupilei⁠(d).
Mușchiul ciliar, mușchiul sfincter al pupilei⁠(d) și mușchiul dilatator al pupilei⁠(d) sunt uneori numiți mușchi oculari intrinseci sau mușchi intraoculari.

## Structură

### Dezvoltare
Mușchiul ciliar se dezvoltă din mezenchim⁠(d) în interiorul coroidei și este considerat un derivat al crestei neurale⁠(d) craniene.

### Alimentare nervoasă

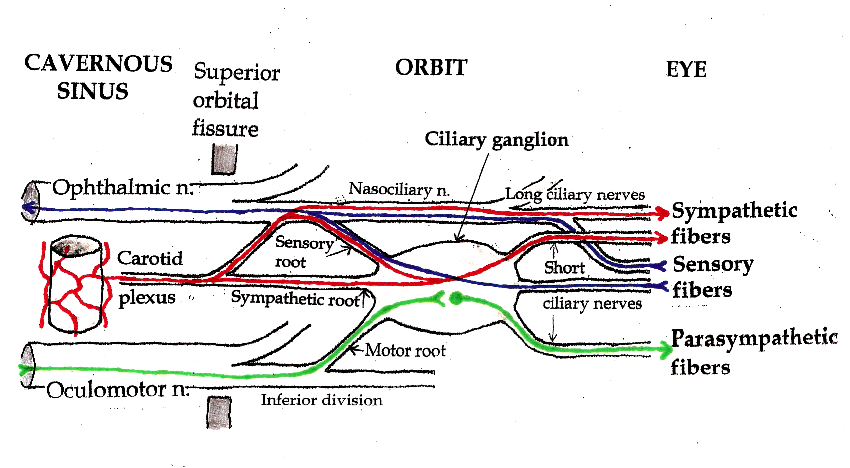
Ganglion ciliar cu fibre parasimpatice ale nervilor ciliari.

Mușchiul ciliar primește fibre parasimpatice de la nervii ciliari scurți⁠(d) care provin din ganglionul ciliar⁠(d). Fibrele parasimpatice postganglionare fac parte din nervul cranian V1 (nervul nazociliar al trigemenului⁠(d)), în timp ce fibrele parasimpatice presinaptice din ganglionii ciliari se deplasează cu nervul oculomotor. Inervația parasimpatică postganglionară provine din ganglionul ciliar.
Semnalele parasimpatice presinaptice care provin din nucleul Edinger-Westphal⁠(d) sunt transportate de nervul cranian III (nervul oculomotor) și circulă în cadrul ganglionului ciliar⁠(d) prin fibrele parasimpatice postganglionare care străbat nervii ciliari scurți⁠(d) și alimentează corpul ciliar⁠(d) și irisul. Activarea parasimpatică a receptorilor muscarinici M3 determină contracția mușchilor ciliari. Efectul contracției este scăderea diametrului inelului mușchiului ciliar, determinând relaxarea fibrelor zonulare, iar cristalinul devine mai sferic, crescând puterea sa de a refracta lumina pentru vederea de aproape.
Tonul parasimpatic este dominant atunci când este necesar un grad mai mare de acomodare a cristalinului, precum citirea unei cărți.

## Funcție

### Acomodare
Fibrele ciliare au orientări circulare (Ivanoff), longitudinale (meridionale⁠(d)) și radiale.
Potrivit teoriei lui Hermann von Helmholtz, fibrele musculare ciliare circulare afectează fibrele zonulare⁠(d) din ochi (fibre care mențin cristalinul într-o anumită poziție în timpul acomodării⁠(d)), permițând modificări ale formei cristalinului pentru focalizarea luminii. Atunci când mușchiul ciliar se contractă, el se trage înainte și deplasează regiunea frontală spre axa ochiului. Aceasta eliberează tensiunea cauzată de fibrele zonulare (fibre care mențin sau aplatizează cristalinul) asupra cristalinului. Această eliberare de tensiune a fibrelor zonulare face ca cristalinul să devină mai sferic, adaptându-se la focalizarea pe o distanță scurtă. În schimb, relaxarea mușchiului ciliar face ca fibrele zonulare să devină încordate, aplatizând cristalinul, crescând distanța focală și mărind focalizarea pe o distanță lungă. Deși teoria lui Helmholtz a fost acceptată pe scară largă încă din 1855, mecanismul ei rămâne încă controversat. Teorii alternative ale acomodării au fost propuse de alți cercetători precum L. Johnson, M. Tscherning și mai ales Ronald A. Schachar.

### Reglarea dimensiunilor porilor rețelei trabeculare
Contracția și relaxarea fibrelor longitudinale, care pătrund în rețeaua trabeculară⁠(d) din camera anterioară a ochiului, determină, după caz, o creștere sau o reducere a dimensiunii porilor rețelei, facilitând și, respectiv, împiedicând curgerea umorii apoase în canalul Schlemm⁠(d).

## Semnificație clinică

### Glaucom
Glaucomul cu unghi deschis (OAG) și glaucomul cu unghi închis (CAG) pot fi tratate cu agoniști ai receptorilor muscarinici (de exemplu, pilocarpină sau aceclidină), care provoacă mioză rapidă și contracția mușchilor ciliari, deschizând rețeaua trabeculară, facilitând drenajul umorii apoase în canalul Schlemm și în final scăderea presiunii intraoculare⁠(d).

## Istorie

### Etimologie
Cuvântul ciliar datează din jurul anilor 1685–1695. Termenul cilia a apărut câțiva ani mai târziu, în perioada 1705–1715 și este pluralul⁠(d) neolatin⁠(d) al lui cilium, care înseamnă genă⁠(d). În limba latină, cuvântul cilia înseamnă pleoapă superioară și reprezintă probabil o derivare regresivă din cuvântul supercilium, care înseamnă sprânceană. Sufixul -ar a apărut inițial în împrumuturile din engleza medie (-arie), franceza veche (-er, -eer, -ier, - aire, -er) și latină (-ārius); el poate însemna în general, „referitor la, conectat la”, „contribuind la” și „în scopul”. Format prin legarea sufixului de rădăcină, cuvântul cili(a)-ar se referă la diferite structuri anatomice din interiorul și din jurul ochiului, în special la corpul ciliar⁠(d) și la suspensia inelară a cristalinului ochiului.

## Imagini suplimentare

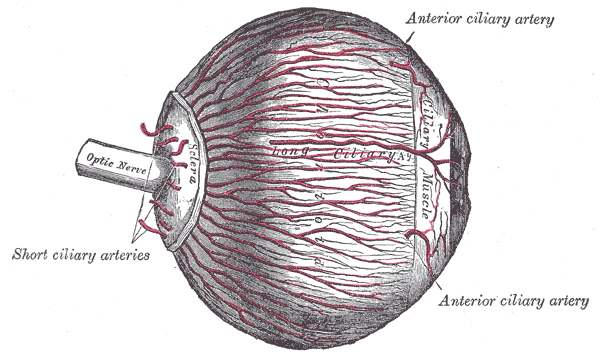
Arterele coroidei și irisului. Cea mai mare parte a scleroticei a fost îndepărtată.
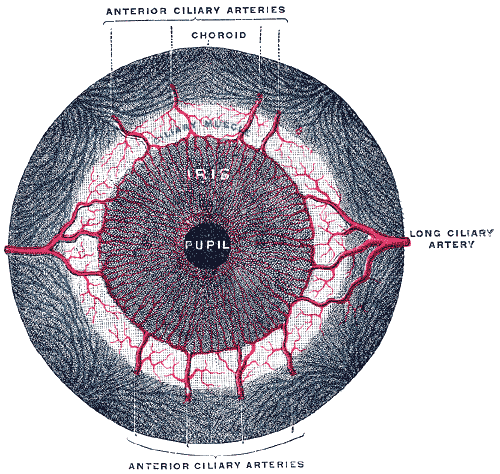
Vedere frontală a irisului.